# Soliperla sierra
Soliperla sierra är en bäcksländeart som beskrevs av Bill P.Stark 1983. Soliperla sierra ingår i släktet Soliperla och familjen Peltoperlidae. Inga underarter finns listade i Catalogue of Life.

## Bildgalleri

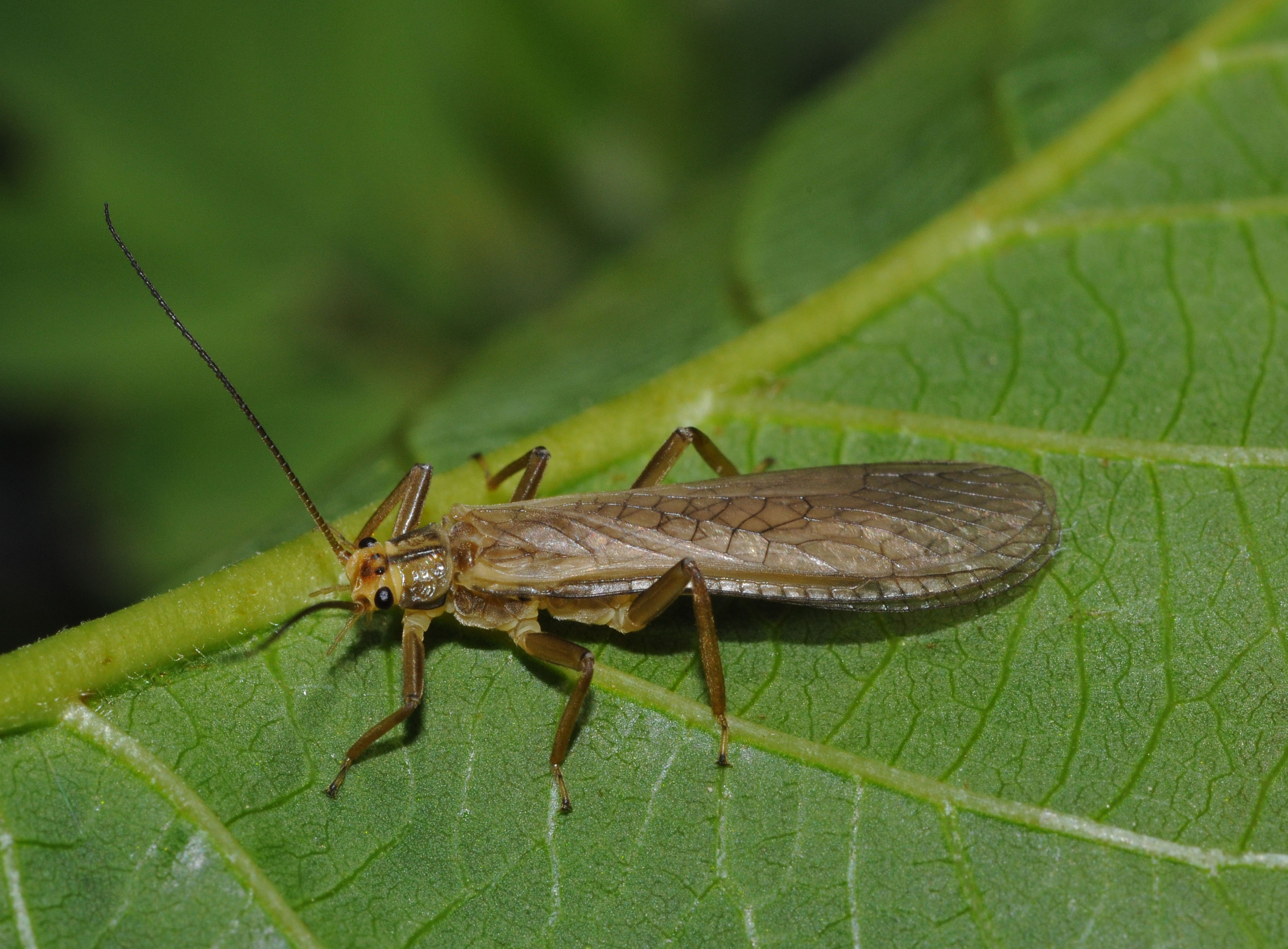